# Airaphilus peyerimhoffi
Airaphilus peyerimhoffi es una especie de coleóptero de la familia Silvanidae.

## Distribución geográfica
Habita en España.